# John Charles Chenoweth McKinsey
John Charles Chenoweth McKinsey (* 30. April 1908 in Clinton County, Indiana; † 26. Oktober 1953 in Palo Alto, auch J. C. C. McKinsey und Chen McKinsey):S. 141 war ein US-amerikanischer Mathematiker, bekannt für seine Arbeit in den Bereichen der Mathematischen Logik und der Spieltheorie. Er leistete auch bedeutsame Beiträge zur Modallogik, wozu er seit 1948 eine Monographie in Zusammenarbeit mit Robert Feys geplant hatte.

## Leben
McKinsey erhielt einen Bachelor of Science und einen Master of Science von der New York University und erwarb seine Doktorwürde 1936 an der University of California. Seine Dissertation, betreut von Benjamin Abraham Bernstein, trug den Titel On Boolean functions of many variables. Er war Blumenthal Research Fellow an der New York University von 1936 bis 1937 und ein Guggenheim Fellow von 1942 bis 1943. In seiner New Yorker Zeit entstand eine enge Freundschaft zu Alfred Tarski. McKinsey unterrichtete am Montana State College und in Nevada, schließlich in Oklahoma, bis er 1947 einer Forschungsgruppe der Douglas Aircraft Corporation, der späteren RAND Corporation, beitrat.:S. 161
McKinsey arbeitete für die RAND bis zu seiner Entlassung im Jahr 1951. Aufgrund seiner Homosexualität hatte das FBI seine Weiterbeschäftigung als Sicherheitsrisiko deklariert, obschon McKinsey daraus nie ein Geheimnis gemacht hatte und seit Jahren in einer festen Partnerschaft lebte. Gegenüber Vorgesetzten soll er sich beschwert haben: “How can anyone threaten me with disclosure when everybody already knows?” (deutsch: „Wie könnte mich jemand mit der Enthüllung von etwas bedrohen, das bereits jeder weiß?“). Nach 1951 unterrichtete er an der Stanford University, wo ihm später eine volle Professur für Philosophie verliehen wurde. Dort arbeitete er mit Patrick Suppes an der Axiomatisierung der Klassischen Mechanik.:S. 232 Er starb 1953, vermutlich durch Selbstmord, in seinem Haus in Palo Alto.

## Schriften (Auswahl)
- Introduction to the Theory of Games. McGraw-Hill, New York NY u. a. 1952.
- A New Definition of Truth. In: Synthese. Band 7, Nr. 6-A, 1948/1949, S. 428–433, JSTOR:20114073.
- Liste online verfügbarer Veröffentlichungen auf philpapers.org